# نازلي مدكور
نازلي مدكور (مواليد 1949) فنانة تشكيلية مصرية.

## نشأتها والتعليم
ولدت نازلي مدكور يوم 25 فبراير 1949 في القاهرة. حاصلت على بكالوريوس في الاقتصاد والعلوم السياسية من جامعة القاهرة سنة 1971، ودبلوم في إدارة الأعمال سنة 1977 ودرجة الماجستير من الجامعة الأمريكية بالقاهرة سنة 1980. أطروحة ماجستيرها حول «برامج الدفاع المصرية وتأثيرها على تنمية مصر».
عملت لدى الأمم المتحدة كباحثة في مجال تنظيم الأسرة من عام 1972 إلى عام 1978، وكخبيرة اقتصادية في مركز التنمية الصناعية التابع للأمم المتحدة قبل أن تصبح فنانة بدوام كامل عام 1981.

## حياتها المهنية
أقامت مدكور معارض فردية منذ عام 1982 في العديد من المعارض الفنية في مصر وأماكن أخرى، وتقيم أعمالها في مجموعات بما في ذلك بمتحف الفن المصري الحديث و‌بكلية موراي إدواردز في كامبريدج.
عام 1989 ألفت كتاباً باللغة العربية عنوانه «المرأة المصرية والإبداع الفني» الذي نشرته جمعية تضامن المرأة العربية وأعيد نشره باللغة الإنجليزية عام 1993.
عام 2005 قامت برسم نسخة محدودة من رواية ليالي ألف ليلة لنجيب محفوظ.